# Ligue indépendante des écoles de samba de São Paulo

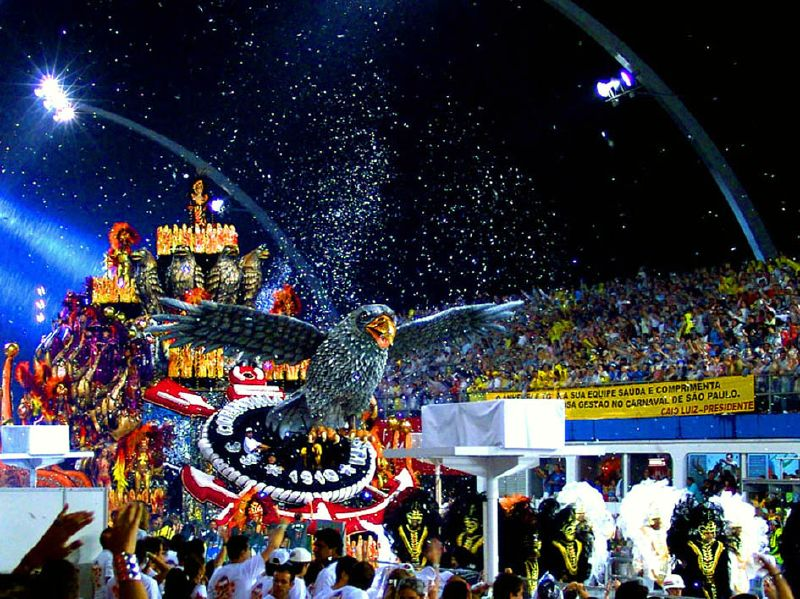
Ouverture du défilé de la Gaviões da Fiel, en 2005

La Ligue indépendante des écoles de samba de São Paulo ou LigaSP est une association dont l'objectif est gérer les 34 écoles de samba des groupes Spécial, Accès 1 et Accès 2 du Carnaval de São Paulo.

## Histoire
L'association est créée le 19 juin 1986, avec la participation des dirigeants des principales écoles de samba de São Paulo réunis en assemblée.
La LigaSP transfère les fonds aux écoles de samba et organise la structure commune des défilés,. L'activité de la ligue est reconnue comme contribuant à l'institutionnalisation de la samba à São Paulo.
La création de la ligue est influencée par le modèle du carnaval de Rio de Janeiro, organisé par la Ligue indépendante des écoles de samba de Rio de Janeiro. Les ligues, tant à Rio quant à São Paulo, permettent aux écoles la négociation de contrats et l'organisation collective des défilés.

## Rôle et impact

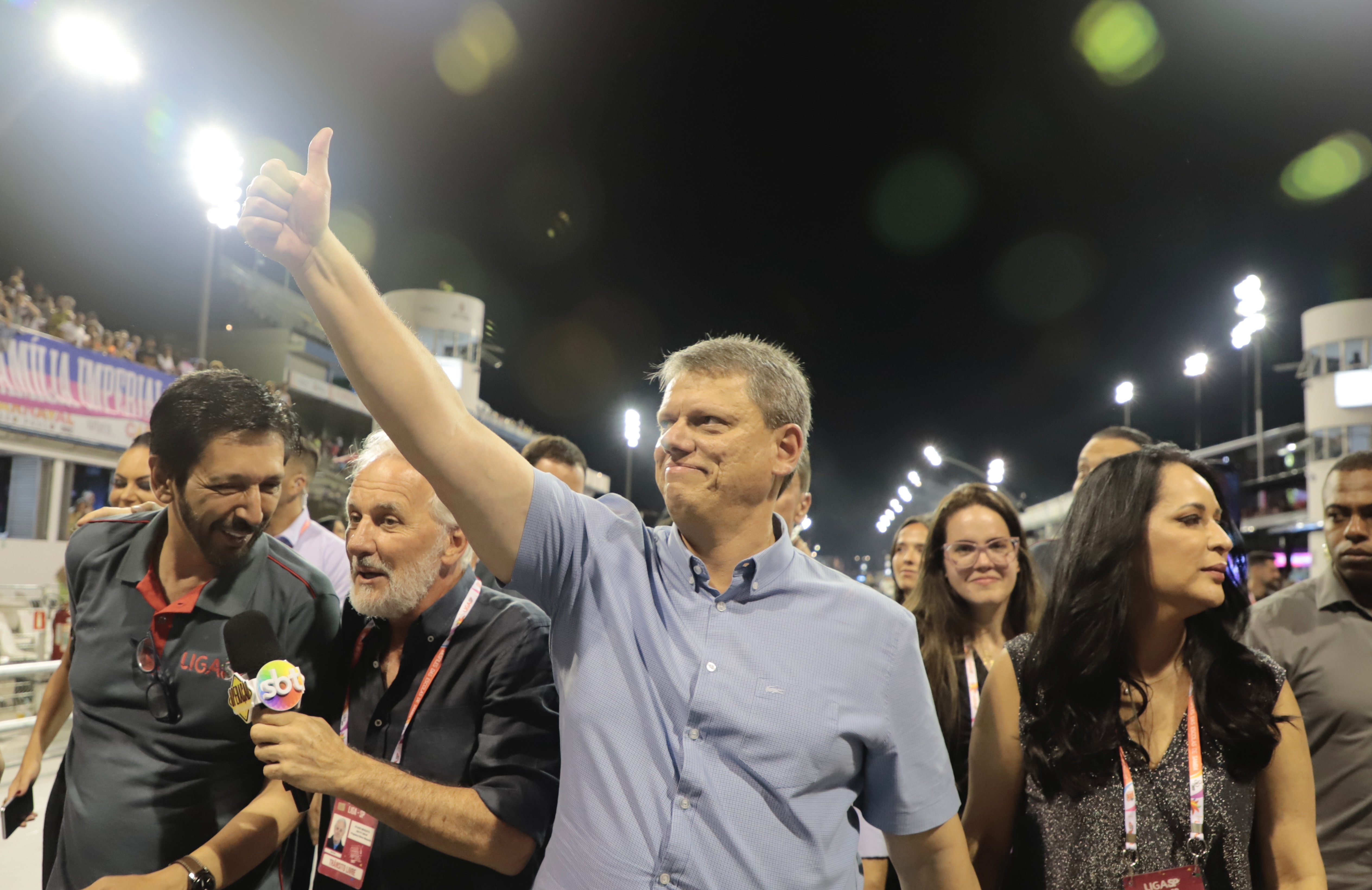
Les défilés du carnaval de São Paulo deviennent progressivement des espaces politiques. Sur cette photo, le gouverneur Tarcísio de Freitas salue le public lors des défilés de 2023

La LigaSP a pour but principal l'organisation du Carnaval de São Paulo, une des fêtes de carnaval les plus importantes du Brésil. Son rôle inclut la définition de l'ordre des défilés et les règles d'évaluation des écoles et la distribution de fonds aux écoles du Groupe spécial et la négociation avec les chaînes de télévision pour la retransmission du carnaval.
Le fonctionnement de la Ligue est directement lié à la politique locale, dans la mesure où le carnaval de São Paulo est un des principaux thèmes de l'administration locale du tourisme. Dans plusieurs occasions, des représentants des écoles de samba ont des postes politiques municipaux ou interviennent directement dans les affaires publiques liées au carnaval.
La LigaSP est une des principales parties prenantes de la construction du sambadrome de São Paulo.